# Macrogomphus albardae
Macrogomphus albardae – gatunek ważki z rodziny gadziogłówkowatych (Gomphidae). Zamieszkuje kontynentalną południowo-wschodnią Azję. Ważność tego gatunku bywa kwestionowana; niekiedy takson ten był traktowany jako synonim Macrogomphus parallelogramma. Za synonimy M. albardae uznano: M. rivularis (opisany z Wietnamu), M. borikhanensis (opisany z Laosu) i M. guilinensis (opisany z Chin).